# Come Back
Come Back è la dodicesima traccia dell'album omonimo del gruppo grunge/alternative rock statunitense Pearl Jam, pubblicato nel 2006. AllMusic ha definito la canzone come una lenta e bruciante cugina di Black che vede i Pearl Jam incorporare perfettamente la loro anima nel suono.
La canzone fu inclusa in un episodio di Friday Night Lights e di October Road.
Una performance live della canzone è presente su Immagine in cornice, uscito a settembre 2007.
Eddie Vedder ha dedicato Come Back a Johnny Ramone.

## Il brano
In accordo con Eddie Vedder, allo show del 1º giugno 2006 di East Rutherford, New Jersey, la canzone è il continuo di Man of the Hour, contenuta nella colonna sonora di Big Fish. In Come Back è protagonista lo stesso giovane di Man of the Hour, che parla sulla tomba del padre morto alcuni mesi dopo l'accaduto.